# Цари Аргоса
На этой странице приведены цари, правившие в древнегреческом Аргосе. Имена этих царей сохранились, возможно, не полностью, и большинство из них, вероятно, мифические или полуисторические персоны. Царская власть очень рано была ограничена аристократией. Этот список основан на сохраненных Евсевием Кесарийским сведениях, даты правления условны. Альтернативная перечень представлен у Татиана, из первоначальных 17 последовательных царей Арголиды Аписа и Аргия помещает между Аргосом и Триопом.
| Инахиды |
| - Инах (1857—1807 до н. э.) - Фороней (1807—1747 до н. э.) - Апис (1747—1712 до н. э.) - Аргос Пеласг (Аргий) (1712—1642 до н. э.) - Криас или Пирант (1642—1588 до н. э.) - Форбант (1588—1553 до н. э.) - Триоп (1553—1507 до н. э.) - Иас (1507 до н. э.) - Кротоп (1507—1486 до н. э.) - Сфенелант (1486—1475 до н. э.) - Пеласг (Геланор) (1475 до н. э.) |

| Данаиды (Египтиады)                                                                     |
| - Данай (1475—1425 до н. э.) - Линкей (1425—1384 до н. э.) - Абант (1384—1361 до н. э.) |

разделение царства на две части
| Абантиды                    | Абантиды                       |
| - Прет (1361—1344 до н. э.) | - Акрисий (1344—1313 до н. э.) |

| Абантиды |
| - Персей (1313 до н. э.) - Мегапенф (1313—1301 до н. э.) - Аргей (1301—1286 до н. э.) - Анаксагор (1286—1260 до н. э.) |

Разделение царства на три части
| Анаксагориды | Биантиды | Меламподы |
| - Анаксагор 1286—1260 до н. э. - Алектор 1271—1252 до н. э. - Ифий 1252—1220 до н. э. - Сфенел 1220—1181 до н. э. - Килараб 1181—1163 до н. э. | - Биант 1297—1280 до н. э. - Талай 1280—1263 до н. э. - Адраст 1237—1210 до н. э. - Диомед 1210—1191 до н. э. - Кианипп 1191—1181 до н. э. | - Мелампод 1297—1280 до н. э. - Антифат 1280—1262 до н. э. - Экл (Оикл) 1262—1246 до н. э. - Амфиарай 1246—1230 до н. э. - Амфилох 1191—1181 до н. э. |

Арголида аннексирована Микенами
| Атриды                                                      |
| - Орест (1163—1156 до н. э.) - Тисамен (1156—1103 до н. э.) |

| Гераклиды |
| - Темен (1103—1090 до н. э.). Конец XII — начало XI до н. э. - Деифонт (1090 до н. э.) - Кейс (1090—1044 до н. э.). XI век до н. э. - Медонт (1044—990 до н. э.), сын Кейса. - Марон (990—950 до н. э.), сын Кейса. Имена от Марона до Карана приводит историк Сатир, которого цитирует Феофил Антиохийский. Согласно Феопомпу, которого цитирует Диодор, которого цитирует Георгий Синкелл, родословная такова: Кисс/Кейс — Фестий — Мероп — Аристодамид — Каран. - Фестр (Фестий) (950—905 до н. э.) - Акой или Мероп (905—860 до н. э.) - Аристодамид (Аристомид) (860—798 до н. э.), отец Карана, македонского царя. - Эрат (798—748 до н. э.), согласно Павсанию, современник Никандра спартанского, при котором аргивяне разрушили Асину, то есть правил в начале VIII века. Однако археологически разрушение Асины датируется не позднее 720 года. - Фидон I (Федон) (748—703 до н. э.). Вероятно, середина VIII века. Эфор считал Федона «десятым потомком» Темена, а Феопомп — потомком в 7-м колене. По «Паросской хронике» (30), он — потомок Геракла в 11-м колене (то есть Темена в 7-м). Современные гипотезы либо предполагают двух Федонов, либо считают, что он правил в VII веке. - Дамократид (703—657 до н. э.) - неизвестный (657—610 до н. э.) - ? Фидон II ? (610—570 до н. э.). Середина VII века. - Леокед (Лакед) (570—520 до н. э.), сын Федона. Назван среди женихов Агаристы, дочери Клисфена из Сикиона (конец VII века). - Мельт (520—480 до н. э.), сын Лакеда. Десятый потомок Медонта (сына Кейса). Низложен народом |

| не Гераклид                  |
| - Эгон (ок. 440 г. до н. э.) |